# Platier d'Oye

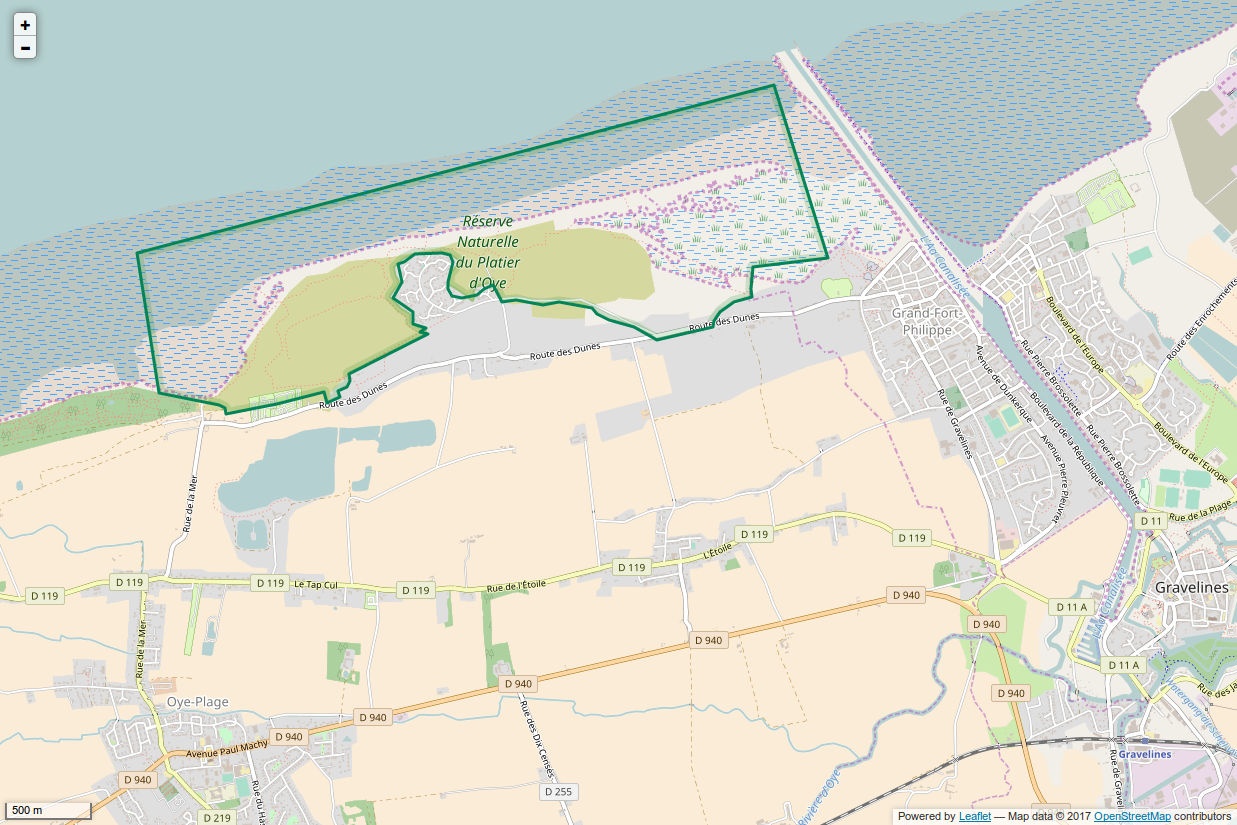
Kaart van het reservaat

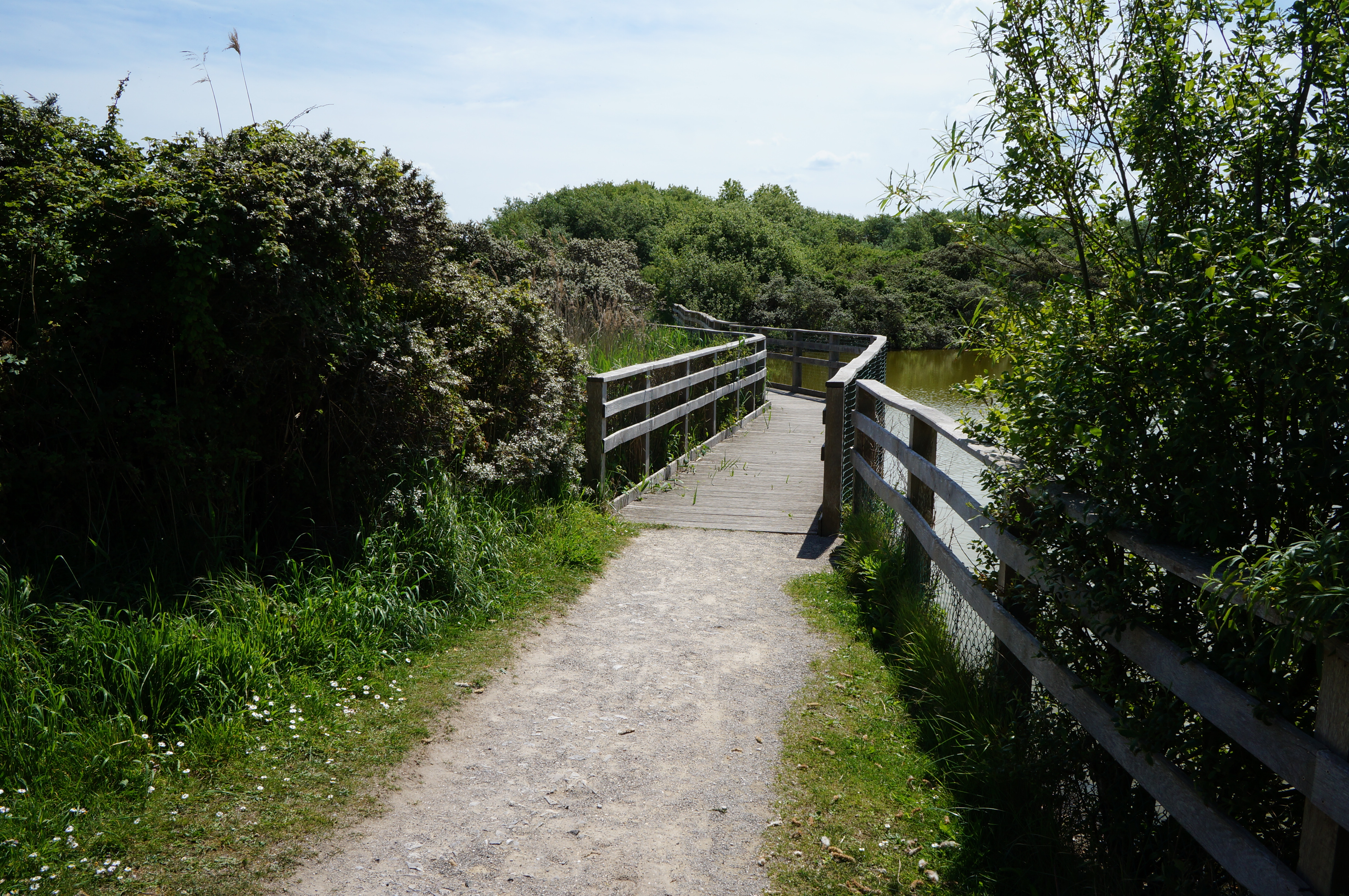
Wandelpad door het duin

Het Platier d'Oye (voluit: Réserve naturelle nationale du Platier d'Oye) is een Frans nationaal natuurreservaat te Grand-Fort-Philippe en Oye-Plage.
Het is een gebied dat 141 ha laagland voor de duinen omvat en daarnaast nog 250 ha ondiepten voor de kust. Het strekt zich uit vanaf de monding van de Aa in westelijke richting, onderbroken door een nederzetting van vakantiehuisjes.
De variatie aan biotopen leidt er toe dat er 361 plantensoorten werden aangetroffen, waarvan er 86 zijn die van uitzonderlijk belang zijn voor dit gebied, zoals: gesteelde zoutmelde, duinviooltje, hondskruid, echt lepelblad, blauwe zeedistel en blauwe bremraap.
Het reservaat ligt op een trekvogelroute. Er werden 230 vogelsoorten waargenomen waarvan 85 van groot belang.
Er worden rondleidingen met gidsen verzorgd en er is ook een wandelroute in het gebied uitgezet.